# The Girl with the Lantern
Pour plus de détails, voir Fiche technique et Distribution.
The Girl with the Lantern est un film muet américain réalisé par Frank Beal et sorti en 1912.

## Fiche technique
- Titre : The Girl with the Lantern
- Réalisation : Frank Beal
- Scénario : K.D. Langley, d’après une histoire d’Elliott Flower
- Producteur :  William Selig
- Société de production : Selig Polyscope Company
- Société de distribution : General Film Company
- Pays d'origine :  États-Unis
- Langue : Anglais
- Format : Noir et blanc — 35 mm — 1,33:1 — Muet
- Genre : Film dramatique
- Durée : 10 minutes
- Dates de sortie : 
  -  États-Unis : 23 mai 1912

## Distribution
- Charles Clary
- Kathlyn Williams
- Frank Weed
- Edith Barrington